# 1688 en droit
Chronologie en droit

Cet article présente les faits marquants de l'année 1688 en droit.

## Événements
- 18 avril : pétition de Germantown. Les Quakers de Pennsylvanie s'opposent à l'esclavage[1].

- 9 mai : traité d’Hermannstadt. La Transylvanie devient un protectorat autrichien. Frédéric III devient électeur de Brandebourg (fin en 1713)[2].

- 12 septembre : traité de Stockholm entre la Suède et les Provinces-Unies[3].

- 10 décembre : arrestation de William Penn, ami de Jacques II d'Angleterre, par les révolutionnaires anglais[4].

## Naissances
- 20 mars : François Richer d'Aube, jurisconsulte français (décédé le 12 octobre 1752).